# Egon von Vietinghoff
Egon von Vietinghoff, född 6 februari 1903 i Haag, Nederländerna, död 14 oktober 1994 i Zürich, Schweiz, var en tysk-schweizisk konstnär.

## Egon von Vietinghoffs liv
Egon von Vietinghoff växte upp i ett hem öppet för internationellt erkänd konstnär. Hans far, som var pianist, var av adlig tysk-baltisk härkomst. Modern, som var av belgisk-holländskt ursprung, var författare av böcker i filosofi. Han tillbringade sin barndom i Frankrike (Paris), Tyskland (Wiesbaden), och från 1913, i Schweiz (Genève, Zuos och Zürich).  1922 fick han schweiziskt medborgarskap. Senare bodde han i München, på Capri och i Paris (1923-1933), på Mallorca och i Argentina och Uruguay. Han företog ett stort antal resor – i början till fots och på cykel – genom Marocko, Europa, och Turkiet. Från 1938 och fram till sin död 1994 bodde han återigen i Zürich.
Vid 17 års ålder började han måla; i 50-årsåldern behärskade han måleri i tempera och med olja/hartsfärger, vilka han mestadels själv tillverkade. Under sina år i Paris ställde han ut i Salon d'Automne och i Salon des Tuileries. Senare visades hans verk mest i Schweiz och södra Tyskland. Många av hans verk såldes privat till konstälskare som besökte hans ateljé.
Egon von Vietinghoffs Stiftelse grundades 1989 av konstnären själv med syfte att förhindra att hans målningar skingrades över världen. För närvarande äger stiftelsen 67 målningar, som aldrig kommer att säljas. Ändamålet med stiftelsen är att genom regelbundet återkommande utställningar göra denna representativa samling tillgänglig för allmänheten för att visa den kulturella kontinuiteten i europeiskt måleri, liksom att främja förståelsen för "transcendentalt måleri" i en tid av radikal förändring, konsumtion och tekniskt tänkande.

## Verk
Egon von Vietinghoffs verk omfattar klassiska motiv som stilleben, landskap, blommor, porträtt, nakenstudier och figurativt måleri. Mer än hälften av hans produktion utgjordes av stilleben med frukter. Oftast är föremålen avmålade i naturlig fräschör på mörk sammetsliknande bakgrund.
Som autodidakt tillägnade han sig sin teknik under 35 år. Tvärtemot de rådande tidstrenderna studerade von Vietinghoff de grundläggande teknikerna för måleri med olja och harts på originalen i museerna då han inte var nöjd med sina kortvariga experiment inom kubismen. Till färger och bindemedel använde han rena naturliga produkter, vilket gav hans målningar en varm lyster.
Hans mål var varken att framställa tingens exteriör på ett naturalistiskt sätt eller att återskapa naturen enligt vedertagna begrepp. Hans konst blev provokativ i en tid av abstrakt och politiskt orienterat måleri.
Egon von Vietinghoff eftersträvade närvaron av den inre rytm av form och färg av vilken naturens föremål är skapade. Han ville dela med sig av spontana visuella upplevelser. Opåverkad av teori förmedlade han den omedelbara materiella varseblivning som genom meditation leder till transcendens. I sitt manuskript "Vision och framställning" (publicerat på tyska på Internet 2001) talar han om "det rena seendets skola" och om det "transcendentala måleriet". Härigenom utvecklade han en ny estetik, där han övergav motsatsförhållandet mellan naturalism och abstraktion.

## Böcker
- Handbuch zur Technik der Malerei, DuMont Verlag Köln 1983 und 1991, ISBN 3-7701-1519-8
- Egon von Vietinghoff  – Die Stiftung  (Katalog över egna verk i Egon von Vietinghoffs Stiftelses samling), eget förlag Zürich 1990